# Guglielmo Zanasi
Guglielmo Zanasi (Formigine, 14 aprile 1909 – Piacenza, 14 aprile 1978) è stato un calciatore, allenatore di calcio e dirigente sportivo italiano, di ruolo attaccante.
Per la somiglianza fisica e nello stile di gioco con Felice Borel è stato soprannominato "Farfallino", come il giocatore della Juventus.

## Carriera

### Giocatore
Esordisce nella Garibaldi e nella Pro Calcio, squadre partecipanti ai campionati uliciani, e nel 1925 passa al Modena. Con i gialloblu esordisce l'anno successivo, il 5 dicembre 1926 sul campo dell'Alba Roma, nella partita vinta dai modenesi per 2-1 con un gol proprio di Zanasi. Rimane tra le file del Modena fino al 1928, giungendo anche alla finale di Coppa CONI persa contro la neonata Roma.
Nell'estate 1928 il compagno di squadra Otello Bellei passa in prestito al Piacenza, e segnala Zanasi ai dirigenti piacentini. Il trasferimento avviene alla condizione di trovare all'attaccante del Modena (diplomato ragioniere) un posto nella locale Cassa di Risparmio. Nella prima stagione piacentina, nel campionato di Prima Divisione 1928-1929, Zanasi realizza 8 reti in 26 partite; al termine del campionato viene chiamato ad assolvere gli obblighi di leva come bersagliere a Milano, e lascia temporaneamente il Piacenza continuando l'attività nel Milan. Con la formazione rossonera debutta nella Serie A a girone unico il 15 dicembre 1929, nella vittoria interna per 5-2 sulla Cremonese, mettendo a segno una rete; la sua seconda e ultima partita con il Milan gioca il 5 gennaio successivo, contro il Padova, senza reti. A fine stagione la società rossonera gli propone un contratto professionistico da duemila lire mensili, ma Zanasi rifiuta per ritornare al Piacenza e al suo lavoro alla Cassa di Risparmio, retribuito con 700 lire al mese.
Nel Piacenza proseguirà tutta la sua carriera calcistica, nei campionati di Prima Divisione e successivamente di Serie C, arretrando la sua posizione da attaccante a mezzala o mediano. L'ultima stagione da lui disputata è il campionato 1937-1938, in cui la squadra allenata da Carlo Corna viene sconfitta nello spareggio-promozione di Pavia dal Fanfulla (partita a cui Zanasi, capitano e leader della squadra, non partecipa a causa di squalifica).

### Allenatore
Nell'estate 1938, non ancora trentenne, interrompe l'attività agonistica, in contrasto con la politica di indebolimento della squadra portata avanti dalla dirigenza, che aveva ceduto progressivamente i migliori giocatori (come Sandro Puppo e Giovanni Gaddoni). Rimane in forza alla società come allenatore, nel campionato di Serie C 1938-1939 concluso in un'anonima posizione di centroclassifica.

### Dirigente
Ritornato al suo lavoro di impiegato di banca (nella quale salirà di grado fino a diventarne direttore), farà parte della dirigenza del Piacenza negli anni '50 e '60, ricoprendo anche il ruolo di direttore sportivo dal 1961 al 1963.